# رون فان هورن
رون فـان هورن هو سياسي كندي، ولد في 24 أكتوبر 1932 في كندا، وتوفي بنفس المكان في 2 نوفمبر 2017. حزبياً، نشط في الحزب الليبرالي في أونتاريو ‏. وقد انتخب عضو برلمان مقاطعة أونتاريو.